# Myrthe Schoot
Myrthe Mathilde Schoot (Winterswijk, 29 augustus 1988) is een Nederlands voormalig volleybalster.

## Loopbaan
Schoot debuteerde in 2009 in het Nederlandse team. In 2016 werd zij geselecteerd voor de Nederlandse vrouwenploeg die deelnam aan de Olympische Spelen in Rio de Janeiro. In oktober 2018 speelde Schoot als invalster een belangrijke rol in het nationale damesteam, dat de halve finale bereikte tijdens het Wereldkampioenschap in Japan. Ze won met de Nederlandse selectie driemaal een zilveren medaille op het Europees Kampioenschap (2009, 2015 en 2017). Schoot speelde haar laatste interland op het WK van 2022.
In juli 2023 beëindigde ze haar volleybalcarrière, na in totaal 387 interlands te hebben gespeeld.

## Overig
Schoot kreeg in oktober 2023 de diagnose kanker. Uit een interview in het Algemeen Dagblad van mei 2024 werd duidelijk dat het eierstokkanker betrof.
In 2024 was Schoot te zien in het tv-programma Kamp Van Koningsbrugge.
Maret Balkestein-Grothues · Yvon Beliën · Anne Buijs · Laura Dijkema · Robin de Kruijf · Judith Pietersen · Celeste Plak · Myrthe Schoot · Lonneke Slöetjes · Debby Stam · Quinta Steenbergen · Femke Stoltenborg